# Dimorfita
La dimorfita es un mineral de la clase de los sulfuros, concretamente un sulfuro de arsénico. Su nombre procede del griego y significa "dos formas", en alusión a las dos formas en que supuestamente se puede presentar. Se describió por primera vez antes de 1959, en solfataras de la región de Campania (Italia).

## Formación y yacimientos
Se encuentra en los sitios donde cristaliza: en la vetas de fumarolas volcánicas entre 70 y 80 °C. Aparece por tanto en zonas de depósito secundario de minerales volcánicos. Es importante el yacimiento de este mineral en la mina alacrán, en la región de Atacama (Chile).
Suele aparecer asociado a otros minerales como: azufre, rejalgar y oropimente.